# János Gyarmati

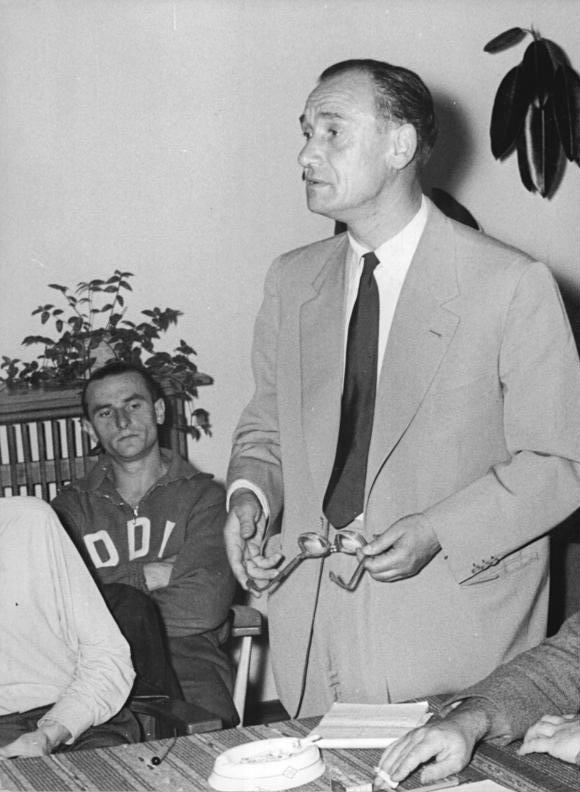
János Gyarmati 1955

János Gyarmati (* 8. Februar 1910 in Tápiószele; † 29. August 1974 in Budapest) war ein ungarischer Fußballspieler und -trainer. Er war von 1955 bis 1957 Trainer der Fußballnationalmannschaft der DDR.
Als Spieler war Gyarmati in den 1930er Jahren bei Ferencváros Budapest sowie beim Szeged FC tätig und absolvierte drei Länderspiele für Ungarn. Sein Debüt feierte er am 14. November 1937 in Budapest gegen die Schweiz (2:0). Im Januar 1938 folgten noch zwei Länderspiele in Portugal (0:4) und in Luxemburg (0:6).
Er trainierte neben der DDR-Nationalmannschaft VP Dresden, SC DHfK Leipzig, ASK Vorwärts Berlin und SC Dynamo Berlin.
Am 18. September 1955 übernahm er das Amt des A-Nationaltrainers der DDR. Unter seiner Leitung wurden fast jeden Monat zwei- bis dreitägige Trainingslager in Bad Blankenburg abgehalten. Gyarmati kümmerte sich zusammen mit Johannes Siegert und Fritz Belger auch um die B-Nationalmannschaft und den Nachwuchs.
Bei seinem Amtsantritt stellte Gyarmati drei Probleme fest: „Es gibt zu viele sachunkundige Funktionäre, die glauben, es besser zu wissen, es fehlt an Voraussetzungen für eine Zusammenarbeit zwischen Vereinen, Akteuren und Trainern, und die Spieler haben starke konditionelle Mängel“.
Der Ungar erklärte, sich nicht von der Politik beeinflussen zu lassen und ging bei der Nominierung der Nationalspieler nun rein nach sportlichen Kriterien vor. Von den Medien wurde Gyarmati deshalb des Öfteren gelobt. Die Fußballwoche schrieb zum Beispiel über Gyarmatis Arbeit: „Erfreulicherweise scheint die Arbeit an der Weiterentwicklung unserer Auswahl nun prinzipientreuer vor sich zu gehen als vormals […] Nun zieht man wieder jene bewährten Kräfte heran, die für unsere Nationalmannschaft lange nicht in Frage kamen.“ – So gelang der DDR im siebten Spiel und dem ersten unter Gyarmati der erste Sieg, als die Mannschaft Rumänien auswärts mit 3:2 bezwang. Die Nationalmannschaft litt jedoch unter der internationalen Isolation. Da die DDR weder gegen die starken Nationalmannschaften aus den kapitalistischen Ländern spielte, noch gegen die damals einzige überragende Mannschaft aus einem sozialistischen Land, die Ungarn, standen die Zeichen für eine Weiterentwicklung schlecht.
Erst am 10. März 1957 trat die DDR erstmals gegen die Nationalmannschaft eines kapitalistischen Landes an, als das Team Luxemburg mit 3:0 bezwang.
Überraschend meldete sich die DDR im selben Jahr auch erstmals für die Qualifikation zur Weltmeisterschaft. Nachdem die Euphorie aus der Bundesrepublik Deutschland nach dem Gewinn der Weltmeisterschaft 1954 auch auf die Fans aus der DDR übergriff, sah sich die SED dazu gezwungen ihre Haltung gegenüber dem Fußball zu ändern und einer Qualifikationsteilnahme der DDR zuzustimmen. Das Nationalteam wurde in der Qualifikationsrunde in eine Gruppe mit der Tschechoslowakei und Wales gelost. Für das Auftaktspiel gegen Wales am 19. Mai 1957 im Zentralstadion in Leipzig gab es rund 500.000 Kartenwünsche. Offiziell fand das Spiel mit 100.000 Zuschauern statt. Tatsächlich besiegte die DDR jedoch Wales im überfüllten Zentralstadion vor rund 120.000 Zuschauern mit 2:1. Die folgenden drei Qualifikationsspiele verlor die DDR jedoch und landete am Ende auf dem dritten und somit letzten Platz in der Gruppe. Gyarmati, der sich die permanenten Eingriffe der Sportfunktionäre nicht mehr bieten lassen wollte, trat nach dem Scheitern in den Qualifikationsspielen am 27. Oktober 1957 zurück.